# چهار اختراع بزرگ
چهار اختراع بزرگ اختراعاتی از چین باستان هستند که در فرهنگ چینی برای اهمیت تاریخیشان و به عنوان نمادی از علم و فناوری پیشرفته چین باستان تجلیل می‌شوند. این چهار اختراع قطب‌نما، باروت، کاغذسازی و چاپ هستند.
چین از قرن یکم پیش از میلاد تا قرن پانزدهم در بسیاری از زمینه‌ها در مطالعه طبیعت، جایگاه پیشرو در جهان را داشت و این چهار اختراع بزرگ بیشترین اهمیت جهانی را داشتند.
این چهار اختراع تأثیری ژرف بر توسعه تمدن در سراسر جهان داشتند. با این حال، برخی دانشوران امروزی چینی اینگونه تصور می‌کنند که دیگر اختراعات چینی شاید پیشرفته‌تر بوده و تأثیر بیشتری بر تمدن چینی داشته‌اند — این چهار اختراع بزرگ صرفاً برای برجسته کردن تعامل تکنولوژیک بین شرق و غرب هستند.